# أماني السويدي
أماني السويدي سباحة تونسية من مواليد 5 مارس 2008. تحصلت على ميداليتين برونزيتين في سباق 100 ومتر 200 متر سباحة فراشة في دورة الألعاب العربية 2023.

## مواضيع ذات صلة
- دورة الألعاب العربية 2023
- تونس في دورة الألعاب العربية 2023